# Фокин, Валерий Геннадьевич
Вале́рий Генна́дьевич Фо́кин (1 января 1949, Пищалье, Кировская область) — русский поэт, прозаик, переводчик, автор стихов к песням. Член Союза журналистов СССР (1983) и Союза писателей СССР (России) (1988). Автор четырнадцати поэтических книг, книги прозы «Всего-навсего», документального издания «Вятская гармоника». Стихи печатались в поэтических сборниках и антологиях («День поэзии — 2000», «Русская поэзия. XXI век», «Молитвы русских поэтов. XX—XXI век», «Война и мир») и т. д., переводились на иностранные языки.
Лауреат Национальной премии 2022 года «Имперская культура» имени профессора Э. Ф. Володина, Всероссийской литературной премии имени Н. А. Заболоцкого, межрегиональной премии имени В. М. Шукшина, премии Министерства юстиции Российской Федерации, литературной премии Уральского федерального округа, журнала «Наш современник». Бывший член общественного совета журнала «Наш современник». Заслуженный работник культуры Кировской области.

## Биография
Валерий Фокин родился в селе Пищалье Оричевского района Кировской области в 1949 году. Его родителями были фронтовик-артиллерист Геннадий Тимофеевич Фокин (1924—1983), незадолго до этого назначенный директором Пищальского сельского детского дома для сирот войны № 153, и Алевтина Леонидовна Крысова, педагог и воспитатель этого же детского дома. Отец получил профессию педагога, был направлен на партийную работу, занимал должности от первого секретаря Оричевского райкома КПСС до секретаря Кировского обкома КПСС. Но основная часть его жизни посвящена журналистике: с 1963 года — редактор областной газеты «Кировская правда», с 1965 по 1974 год — председатель Кировского областного комитета по телевидению и радиовещанию, с 1974 года по 1983 год — вновь редактор «Кировской правды». Г. Т. Фокин возглавлял Кировскую журналистскую организацию, написал несколько книг: «В эфире город Киров» (1973), «Слово о вятском хлебе» (1976), «Ведут переклички годы» (1979). Был удостоен звания Заслуженный работник культуры Кировской области, награждён двумя орденами Трудового Красного Знамени и другими наградами.
Валерий рос вместе с детдомовскими детьми в Пищалье. В 1950-х годах семья переехала в районный центр Оричи, где в 1956 году Валерий поступил в первый класс средней школы. В 1959 году отца перевели на работу в Киров, а позднее семья Фокиных в полном составе переехала в областной центр. Все каникулы мальчик проводил в деревне у бабушки под Истобенском, где в двенадцать лет получил первую зарплату за работу на сенокосе. В 1966 году, по окончании кировской школы № 22, поступил на историческое отделение историко-филологического факультета Кировского государственного педагогического института, которое окончил в 1970 году. Валерий принимал участие в Южно-Уральской археологической экспедиции, во Всесоюзной студенческой археологической конференции в МГУ.
Получив диплом преподавателя истории, в 1970—1971 годах Валерий проходил срочную службу в рядах советских вооружённых сил в ракетных войсках стратегического назначения на границе Оренбуржья и Казахстана, — сержантом, командиром отделения радиационно-химической разведки. После демобилизации В. Г. Фокин был избран председателем Кировского городского совета ОСВОД и в этом качестве нёс карантинные дежурства на реке Вятке для предотвращения последствий холерной эпидемии. После этого в 1972 году по комсомольской путёвке он был направлен в систему исправительно-трудовых учреждений Управления внутренних дел Кировского облисполкома, где служил старшим лейтенантом — старшим инструктором политчасти до 1977 года. Воспоминания об этом периоде впоследствии дали материал для его поэмы «Воля». Затем сменил ещё несколько профессий: с 1977 по 1982 год Фокин работал инженером «Кировоблгаза», преподавателем вечерних курсов технического училища № 1 и преподавателем учебного комбината управления коммунального хозяйства Кировского облисполкома, а в 1989 году, сразу после его принятия в члены Союза писателей СССР, даже «грузчиком по договору».
Самоопределение завершилось тем, что Валерий пошёл по стопам отца, осуществив, хотя и не сразу, ещё юношеское стремление стать журналистом. Поступление на факультет журналистики не состоялось из-за проблем с английским языком, но так или иначе он всё-таки овладел желанной профессией. В кировской областной молодёжной газете «Комсомольское племя», в которой он успел недолго поработать ещё до призыва в армию в 1970 году, В. Г. Фокин прошёл путь от стажёра литсотрудника до заместителя редактора газеты. В различных газетах Кировской области он работал корреспондентом, обозревателем, заместителем редактора. Работа журналиста сталкивала его с Ниной Максимовной Высоцкой, матерью В. С. Высоцкого (ей Валерий подарил свою книгу «Мы — отсюда» со стихотворением «Ваганьково. Осень восьмидесятого», посвящённым памяти поэта и позднее ставшим песней), с Вивиан (Вивьен) Корвалан — дочерью Луиса Корваллана, хотя материал о ней был снят с первой полосы газеты по указанию чиновников КГБ.
С 1986 по 1988 год руководил Кировским отделением Волго-Вятского книжного издательства, в начале 1990-х был заведующим литературной частью Кировского областного драматического театра. С 2007 по 2009 год В. Г. Фокин являлся председателем Кировского отделения Союза писателей России, сменив в этой должности старейшего писателя Кировской области В. А. Ситникова, возглавлявшего Кировскую писательскую организацию с 1988 года. В 2009 году в «Вятской особой газете» В. Г. Фокин поместил статью, в которой подробно изложил причины своего ухода с этого поста.
В последние годы Валерий Фокин вынужден был свернуть свою общественную и журналистскую деятельность, отказался от руководящих постов в Кировской писательской организации, поскольку в результате несчастного случая попал под винт катера на реке Вятке неподалёку от своих родных оричевских мест вблизи посёлка Разбойный Бор. Это происшествие случилось 6 июня 2014 года: он был спасён и после нескольких операций на ноге выведен на инвалидность. Но, вынужденный пожизненно передвигаться на костылях, он, вопреки серьёзной травме, сохранил способность творить. Одна из его книг так и называется: «Вопреки». Основным делом жизни Валерия Фокина осталось творчество. Наиболее значительными из своих книг он считает сборник «Волчье солнышко» 2001 года (отмеченный на выставке-конкурсе «Вятская книга года» как лучшее литературно-художественным издание) и вышедший в 2007 году в серии «Антология вятской литературы» свод избранного «Было-не было, а всё же…». 25 марта 2022 года Губернатор Кировской области Игорь Васильев подписал приказ о присвоении Валерию Геннадьевичу Фокину почётного звания «Заслуженный работник культуры Кировской области».

### Семья
Студенческая любовь Фокина завершилась свадьбой сразу после получения диплома в 1970 году. Спустя семь лет брак распался, но Валерий сохранил добрые отношения со своими сыновьями Олегом и Константином. Сложившаяся с 1984 года семья с Галиной Михайловной Сусловой оказалась более прочной. После выхода Фокина на пенсию они с конца апреля по начало октября проживают в деревенской избе удалённого и полузаброшенного лесного посёлка Разбойный Бор, где ведут собственное крестьянское хозяйство, на зиму возвращаясь в Киров.
Младший брат — Анатолий Фокин (род. 30 ноября 1951) архитектор по образованию, кировский краевед, криптозоолог, автор многократно переизданной книги «Вятка: золото и алмазы, подземные ходы и клады, предания и легенды». Вятским следопытом назвал его журналист газеты «Комсомольская правда» Николай Варсегов в очерке «Охотник на снежного человека».

## Творческий путь

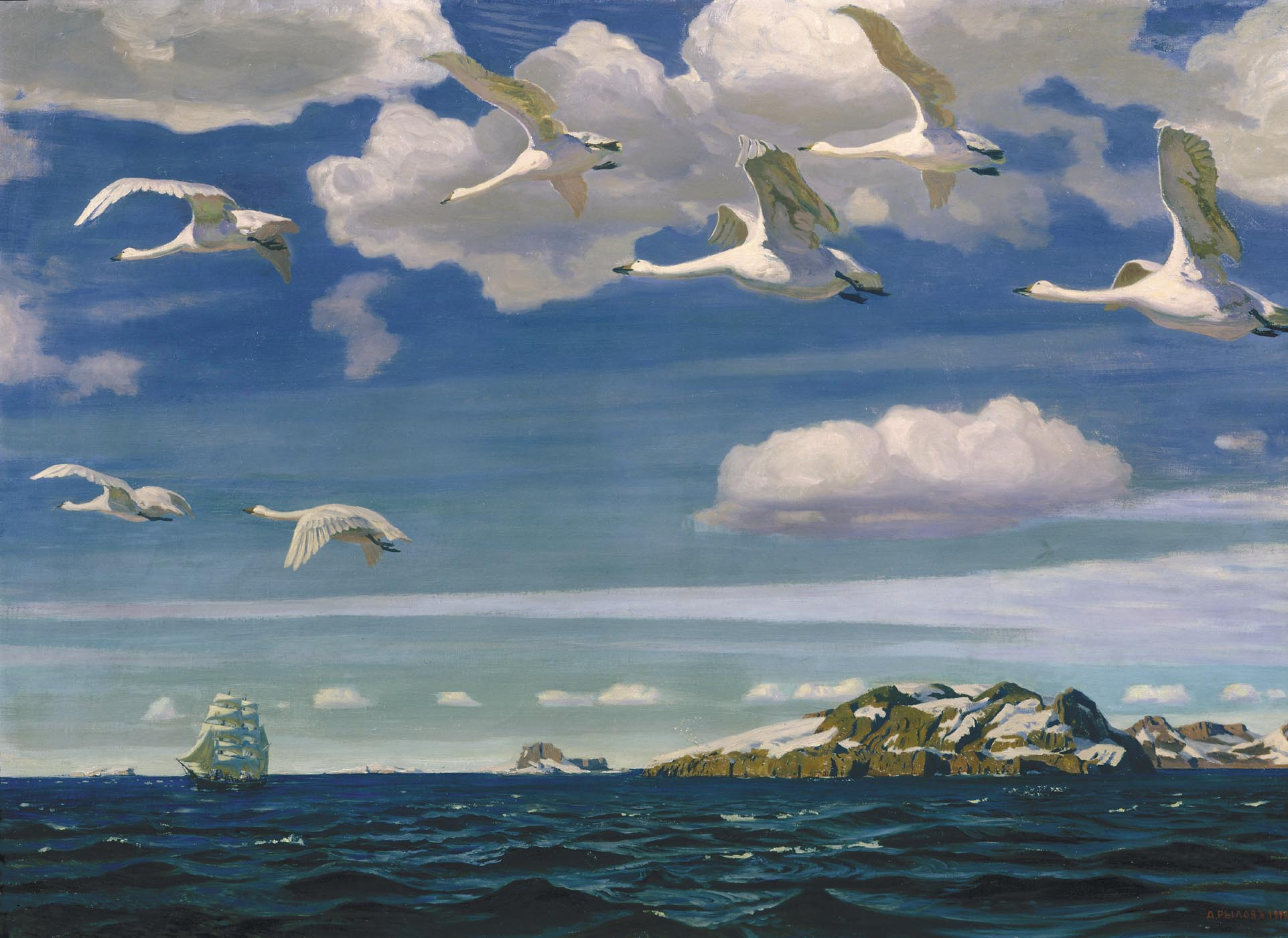
Картина А. А. Рылова «В голубом просторе», 1918

По собственному признанию поэта, первые стихи он попробовал сочинить в третьем классе под влиянием романтической поэзии Василия Жуковского. Но по-настоящему к поэтическому творчеству Валерий Фокин обратился в конце 1960-х годов, будучи студентом педагогического института. Тогда в рукописном журнале «Мозаика» было опубликовано его первое стихотворение. Во время прохождения воинской службы он начал писать тексты песен, но успех пришёл к нему, когда он был уже в достаточно зрелом возрасте. По его личному признанию, он никогда не посещал никакие поэтические клубы и не причислял себя ни к каким творческим кружкам. Поэтическая фортуна повернулась к нему, когда в 1978 году он одержал победу в конкурсе одного стихотворения, организованном редакцией журнала «Смена». Для конкурса было выбрано стихотворение «Солнечные лебеди».
Стихотворение было посвящено художнику Аркадию Рылову, истобенскому земляку Валерия Фокина, автору картины «В голубом просторе». Конкурсные стихи разбирал московский поэт и критик журнала «Смена» Егор Самченко, предоставляя на утверждение главного редактора журнала Альберта Лиханова список претендентов на победу. Вскоре Валерий получил письмо от А. А. Лиханова: «Верю в Вашу планиду. А оттого — печатаю Ваши стихи… Всегда радуюсь за свою родную землю, всегда верю, что на ней много живёт талантов…» С тех пор поэт считал себя литературным «крестником» Альберта Лиханова. После этого Валерия Фокина пригласили в Москву на творческий вечер журнала «Смена» в Центральном доме литераторов. На встрече присутствовали легендарный хоккейный тренер Виктор Тихонов, композитор Евгений Мартынов, журналист Евгений Рябчиков. В задачу претендентов на поэтическую победу входило чтение стихов перед собравшимися. Наибольшие овации вызвало стихотворение Валерия Фокина, и Альберт Лиханов поздравил молодого кировского поэта с победой.
Эта победа позволила ему в 1979 году принять участие в Седьмом Всесоюзном совещании молодых писателей, о чём А. А. Лиханов сообщил в своём интервью «Литературной газете»: «В преддверии совещания наш журнал проводил конкурс одного стихотворения. Победителями стали инженер из Кирова В. Фокин, шофёр из Сургута В. Суханов, экскаваторщик из Москвы В. Смирнов-Фролов, которые примут участие в этом форуме». Руководители поэтического семинара этого совещания Николай Старшинов, Владимир Костров и Александр Романов рекомендовали стихи молодого поэта к публикации в центральных издательствах. Тогда же состоялось знакомство начинающего поэта с Владимиром Крупиным. Появились первые публикации в журналах «Дружба» и «Молодая гвардия», в молодёжных русскоязычных газетах Грузии и Литвы, в сборнике «Родник» издательства «Правда» в 1980 году, где публиковались победители поэтического конкурса газеты «Комсомольская правда». Поэт Егор Самченко в рецензии журнала «Смена» на этот сборник указывал на «сдержанность и серьёзность „мыслечувства“, которое угадывается в стихах Валерия Фокина из Кирова».
[…]

И порой мне видится, что в чаще

В паутине солнечных лучей

Бродит тот художник настоящий

С белочкой, притихшей на плече.

Он мечтал, как сам писал, о море,

Лоцманом уйти на корабли,

Чтоб в безбрежном голубом просторе

Паруса фрегатов расцвели.

[…]

Я картины не видал красивей:

Снова к нам, как много лет назад,

В голубом просторе над Россией

Солнечные лебеди летят.
Сам журнал «Смена», своим конкурсом открывший дорогу молодому поэту, также опубликовал на своих страницах большую подборку стихов В. Г. Фокина, позднее Егор Самченко посвятил свою вятскую «Балладу, в которой гуляю» Валерию Фокину, но по настоянию издательства «Советский писатель» посвящение было снято. В 1981 году в Волго-Вятском книжном издательстве в кассете молодых авторов «Истоки» вышла первая фокинская книга стихов «Гон». В этом же году поэта пригласили участвовать в V Всероссийском семинаре молодых критиков в латвийском Доме творчества в Дубултах. Итогом этого семинара стал выход в 1984 году в издательстве «Молодая гвардия» сборника литературно-критических статей «Молодые о молодых».
Кроме Валерия Фокина, в сборнике участвовали такие писатели, поэты и критики, как Владимир Бондаренко, Сергей Плеханов, Александр Казинцев, Андрей Мальгин и другие. Кировскому поэту в этом сборнике принадлежала статья «Боль и память». Боль и память — это те чувства, которые рождают в его душе книги поэтов-фронтовиков, но статья критика посвящена не непосредственно их творчеству, а «литературе сорокалетних», то есть тех послевоенных поэтов, кто воспитывался на стихах ветеранов, а именно творчеству Валентина Устинова и Геннадия Русакова. Случайно или нет, выбор В. Фокина пал на двух поэтов-сверстников, чья судьба объединила их быть воспитанниками детских домов (Валерий Фокин и сам воспитывался вместе с послевоенными детдомовцами). Война осиротила Г. Русакова и В. Устинова, но не очерствила их сердца. При этом, замечает В. Фокин, если в книге Валентина Устинова «больше света и задумчивого покоя», то в стихах Геннадия Русакова «гуще тени, резче железный привкус горечи», некоторые его строчки могут показаться «запёкшимся сгустком крови, комком слёз, вставших у горла», а на чувство непреходящей боли, которое вызывают стихи Русакова, накладывается не менее сильное чувство вины перед погибшими в годы войны.
В 1982 году В. Г. Фокин вновь приступил к работе в кировской газете «Комсомольское племя» и работал в ней до 1986 года. Последовали его журналистские публикации в центральных газетах и журналах: «Литературная Россия», «Сельская жизнь», «Собеседник», «Смена», «Журналист». В 1983 году молодой кировский автор был принят в Союз журналистов СССР. Его стихи публикуют журналы «Огонёк», «Волга», «Сельская молодёжь», «Пограничник», «Молодая гвардия», «Неделя». Публикация подборки стихов в № 37 еженедельника «Неделя» в 1983 году вызвала читательский резонанс: в редакцию пришло свыше двадцати писем со всех концов Советского Союза с отзывами о стихах Фокина. В основном читатели благодарили поэта за искренность чувств. Радиостанция «Юность» 27 мая 1985 года организовала передачу из цикла «Творчество молодых», посвящённую поэзии кировского поэта. Еженедельник «Говорит и показывает Москва» сообщал, что тема любви к родному вятскому краю ― одна из главных в творчестве Валерия Фокина. Стихи в эфире читал автор, а песню на стихотворение «Прости-прощай» исполнил бард из Донецка Леонид Будько.
Радиопередача также вызвала отклики слушателей. Песни на его стихи начинают исполнять Любовь Острецова (музыку ей писал Юрий Авдеев), Любовь Бажина, композитор Владимир Скипин, народный артист России Владимир Смирнов, рок-музыкант и радиоведущий Иван Глухов, Юрий Лицарев и многие другие. Песни на стихи Валерия Фокина побеждали и становились лауреатами на конкурсах к 400-летию Тобольска, 50-летию Победы над фашистской Германией, 625-летию Вятки и так далее. Появились публикации в альманахе «Поэзия» № 32 (1982) и № 47 (1987) издательства «Молодая гвардия». Николай Старшинов, главный редактор альманаха, сообщал автору приватно: «Дорогой Валерий! Поздравляю с публикацией в альманахе и высылаю один номер, похищенный мной в производственном отделе. По-моему, публикация добротная». Владимир Крупин в 1986 году написал предисловие к подборке стихов В. Г. Фокина в 20 номере еженедельника «Литературная Россия», она также получила читательский резонанс. Стихи поэта появляются в коллективных сборниках Москвы («Радуга над Вяткой», изд. «Современник»), Горького (сборники «Вечный огонь», «Песни борьбы и свободы», «Ключик»), Кирова (сборники «Встречи»), Киева (сборник «Гроно» на украинском языке с предисловием Юрия Ковалива), даже в Душанбе (подборка стихов «Отчий край» в журнале «Русский язык и литература в таджикской школе»).
Вторая поэтическая книга Валерия Фокина «Автобус из глубинки» вышла в серии «Книжки в книжке» в московском издательстве «Современник» в 1985 году. Вторым автором под одной обложкой с кировским поэтом был Владимир Карпец. Рукопись этой книги готовилась к изданию около пяти лет, книга сменила трёх редакторов. В конце концов текст книги претерпел значительные цензурные изменения по сравнению с авторским замыслом. Спустя шестнадцать лет Валерий Геннадьевич восстановил в первозданном виде стихи, искажённые цензурой, в позднейшей книге «Волчье солнышко» (2001). В том же 1985 году молодой поэт возглавил пресс-центр Международной творческой мастерской литературы XII Всемирного фестиваля молодёжи и студентов в Москве. Непростая судьба сложилась у стихотворения «Из последнего монолога», многие редакции отказывались его печатать за «упадничество». В результате его согласилась напечатать лишь рижская комсомольская газета «Советская молодёжь» (1987, № 232). Как и во многих других случаях, после публикации последовали читательские отклики.
Во второй половине 1980-х годов Валерий Фокин и Пётр Злыгостев организовали в Кирове литературную группу «Перевал», по словам С. А. Сырневой, в «Перевале» собрались авторы, имеющие по одной книжке (для вступления в Союз писателей требовалось не менее двух изданных книг). Переваловцы, многим из которых было под сорок, давно выросли из «коротких штанишек». Между тем Валерий Фокин стал автором уже третьего поэтического сборника «Истобенский плёс» (Горький, Волго-Вятское книжное издательство, 1986 год). Главный партийный орган Кировской области, газета «Кировская правда», которая сама до этого печатала на своих страницах стихи В. Г. Фокина и откликнувшаяся в 1985 году положительной рецензией «Лирическая исповедь» Л. В. Смирновой на вторую книгу поэта, в этот раз напечатала резко отрицательный отклик Е. Иеропольской. Автор рецензии не был человеком литературы, она работала преподавателем научного коммунизма в Кировском политехническом институте. Рецензия Иеропольской была настолько курьёзной, что на неё сочла необходимым откликнуться газета «Литературная Россия» в 14 номере за 1987 год под рубрикой «Литературные огорчения»:

Под видом нелицеприятной критики на страницах печати находят место огульные разносы, построенные на таких давно избитых приёмах, как передержки, препарирование «умело» выдранных из контекста цитат, выпячивание недостатков произведения и умалчивание о его достоинствах. […] Принципы, которыми она <Е. Иеропольская> руководствуется в своём критическом подходе к стихам, самые что ни на есть простые — огульные обвинения и отрицание всего, что она не понимает. А не понимает многого… Не знает, и принципом этим — если мне это непонятно, значит, плохо — упорно руководствуется… Я растолковать Е. Иеропольской не берусь. Слишком многое придётся объяснять, начиная с азов, с того, что из «ржи золотой» нельзя наделать обручальных колец…— С. Ф. Педенко, «Кому это нужно?»
В период работы В. Г. Фокина заведующим Кировским отделением Волго-Вятского книжного издательства напечатано рекордное количество книг начинающих авторов. Большой отклик в 1989 году вызвало появление книги «Родина всегда с нами» о кировчанах, участниках Афганской войны. Составителем книги был сам В. Г. Фокин, книга насыщена его стихами и стихами многих других кировских поэтов. В том же году издательство «Современник» опубликовало подборку его армейских стихов в сборнике «Отчизна доверяет нам судьбу». В 1988 году Валерий Геннадьевич был принят в Союз советских писателей. Рекомендацию в творческий союз ему дали земляки Татьяна Смертина, Анатолий Гребнев и Павел Маракулин, а поздравил персональной телеграммой Сергей Михалков. В своей рекомендации Т. И. Смертина отметила: «Валерий овладевал азбукой стихосложения самостоятельно, не посещая никаких литобъединений. И хотя стихи писал с детства, но печататься начал лишь тогда, когда ему было уже под тридцать. Это „воздержание“ пошло на пользу: уже ранние (а вернее, поздние, но первые) публикации отличались свежестью голоса, творческим своеобразием, насыщенностью подлинной жизнью с её радостями, а чаще — болями и заботами».
В начале 1989 года Валерий покинул издательство, чтобы осуществить давнюю мечту: поступить на Высшие литературные курсы при Литературном институте имени А. М. Горького в Москве в поэтический семинар Юрия Кузнецова. Готовясь к поступлению, он параллельно работал грузчиком. И хотя внутреннее Положение Литературных курсов не предусматривало приём лиц, имеющих высшее гуманитарное образование, Ю. П. Кузнецов, прочтя стихи соискателя, присланные им для отборочного конкурса, сам настоял на зачислении В. Г. Фокина в свой семинар, учёба в семинаре началась в сентябре 1989 года. Таким образом, сбылась мечта Фокина пройти литературные штудии у маститого мэтра советской поэзии. Сам Фокин два года учёбы у Кузнецова считает переломным событием в своём творчестве; в стихотворении «Учитель», посвящённом Ю. П. Кузнецову, Фокин писал: «Помогают стихи Кузнецова, до сих пор я учусь у него…». Этим стихотворением открывался «Венок Юрию Кузнецову» в февральском номере журнала «Наш современник» 2008 года. Восемь лет спустя Валерий Фокин писал о своём наставнике в том же «Нашем современнике»: «Работать над облечением мысли и чувства в слово он умел. И учил нас. Порой с трудом сдерживаясь от выплеска бурных эмоций из-за нашей непонятливости и неумелости. Резкий в оценках всеми признанных поэтических авторитетов, он не позволял даже малейшего высокомерия и уж тем более оскорбительного тона при разборе наших творений. Юрий Поликарпович, каким бы странным ни казалось это тем, кто не имел чести быть его учеником, — превосходный педагог».
За два года учёбы Фокиным были написаны произведения, составившие основу его поэтической книги «Мы — отсюда». С этого времени он начал заниматься переводами стихов своих коллег по учёбе на Высших литературных курсах. По окончании курсов в 1991 году В. Г. Фокин вновь возвратился в Киров, отказавшись от предложения остаться в Москве на предполагавшейся вакансии посредника между «Вятским землячеством» и Кировской областной администрацией, он по-прежнему работал грузчиком. В это же время в московском журнале «Согласие» была опубликована крупная подборка его стихов. «Литературная Россия» напечатала большую статью Фокина о вятской гармони. В Нижнем Новгороде вышло из печати подарочное издание «Вятская гармоника», написанное В. Г. Фокиным в соавторстве с А. Ф. Сапожниковым. Предисловие к книге написал поэт Виктор Боков.
Стихи Валерия Фокина печатали журналы «Наш современник», «Смена», «Москва», состоялось несколько публикаций в коллективных сборниках в Республике Коми. Неожиданной оказалась публикация стихотворения Фокина «Стая» в сборнике поэзии осуждённых, вышедшем в издательстве «Интердетектив» в 1992 году. Сам сборник назывался «Перебитое крыло» по одной из строчек этого стихотворения, таким образом, фокинское стихотворение оказалось едва ли не «народным». Авторский сборник «Мы — отсюда» 1991 года сам поэт позднее считал слишком политизированным. Он вызвал разноречивые отклики от восторженных (газета «Наш вариант») до желчных (Александр Рева в газете «Кировская правда»).

### Мотивы поэтического творчества и критика
В основе творчества поэта лежали сельские впечатления детства и юности: ночное в лугах вблизи Вятки под Истобенском, сенокос. Воспоминания родителей о времени пребывания семьи в пищальском детском доме стали мотивом стихотворений «Клятва» и «Год рождения». В Оричах мальчик был свидетелем митингов у эшелонов с комсомольцами, отправлявшимися на освоение целины, и эта героическая страница истории также нашла своё отражение в его стихах. Как писал сам Валерий Фокин, «вслед за моим любимым поэтом Сергеем Есениным могу сказать: моя биография разошлась по моим стихам. Поэтому большинство из них событийны. А порой и просто — автобиографичны. Хотя и не всегда — напрямую».
Поскольку отец Валерия был фронтовиком-артиллеристом, прошедшим с боями от Можайска и Вязьмы до Минска, а дядя был командиром взвода разведки партизанского отряда «Боевой» в звании лейтенанта, погибшим в 1942 году при взятии фашистского штаба в белорусском местечке Липень, в творчестве самого Валерия значимое место отведено тематике Великой Отечественной войны. В связи с этим Б. И. Лукин включил стихотворения В. Г. Фокина «Семейное фото», «Бог войны», «Клятва», «Куку-Руза», «Отрада для лада», «Станция Оричи. 1954 год» и «Помню» в двенадцатый том поэтической антологии «Война и мир», издаваемой поэтом и предпринимателем Д. А. Мизгулиным в рамках издательского проекта «Литературный фонд „Дорога жизни“» по случаю празднования 75-летия Победы.
Армейская служба и многие другие факты его биографии способствовали становлению поэта не только как «певца Вятки» (по оценке Светланы Сырневой), но и как автора с ярко выраженной остросоциальной тематикой. Тот же Ю. П. Кузнецов в своём семинаре на Высших литературных курсах в Москве отметил эту сторону его поэзии: «Валерий Фокин — выразитель очень современной и так необходимой сейчас патриотической позиции. Он показывает общественное, в том числе и массовое, сознание на разломе. Он поэт действия, не рефлексирует, не занимается самокопанием, кружевами. Хватит уже рефлексировать в русской поэзии. Захотел орёл взлететь — он взлетает, потому что это ему нужно. Мне эти тенденции Фокина глубоко симпатичны…».
Писатель Виктор Бакин называет поэта «государственником», человеком, в чьём творчестве велик удельный вес произведений на политические темы. В своей книге он приводит анонимный пример язвительного отзыва некоей поэтессы на семинаре Юрия Кузнецова о поэзии Валерия Фокина: «Фокин — вечный солдат, не созданный для мирной жизни, — он всю ночь будет дот строить, чтобы утром было куда грудью бросаться». На это замечание Юрий Кузнецов отреагировал так: «А что их строить — их и так хватает», но против определения «вечный солдат» не возразил. Впрочем, не только устные, но и печатные споры о стихах Фокина обретали полемический накал: «Писанину В. Г. Фокина иначе как диверсией против русского языка не назовёшь».
Поэтесса Светлана Сырнева в рецензии в газете «Выбор» назвала стихотворение Фокина «Не выше потолка» стихотворением «уровня русской классики», созданным «в лучших традициях отечественной литературы», но в отношении остальных произведений она предложила поделить их на «собственно поэзию и беллетристику»: «Валерий Фокин, если рассматривать его как беллетриста, существенным образом отличается от большинства современных ему собратьев по перу. Он не демократ и не консерватор, он носитель народного сознания как той собирательной духовной структуры, которая формировалась веками». Среди других разноречивых оценок, кроме отрицательных отзывов Е. Иеропольской и А. Ревы, можно указать на мнение поэта и журналиста Михаила Коковихина:

Фокина очень много. Натура гомерических размеров. Везде побывал, всюду оставил след. Общительный и скоропишущий. Улавливает веяния времени, потому всегда — на гребне волны. […] При Ельцине перешёл на сторону Лебедя и Глазьева, в эпоху путинизма наезжал на чужеземцев, вторгшихся в «страну Вятку». Народ его любит за буйство и удаль. Каков Фокин по жизни, таков и в поэзии. Эстетике предпочитает этику. Озабочен судьбами людей и страны, а не игрой слов и метафор. Порой сентиментален и публицистичен. И жить торопится, и сочинять спешит. Но себя оценивает трезво: «Я останусь актёром массовки, / Я останусь поэтом толпы».— Михаил Коковихин: «Председатель нечернозёмного шара»
На критические отзывы о самом себе и своём творчестве Валерий Фокин реагирует словами поэта Павла Маракулина, когда-то обращёнными к нему: «Ты должен сам понимать истинную цену тому, что написал. Иначе легко поддаться чужому мнению о твоих стихах. А не каждый, кто будет говорить тебе о них, будет делать это искренне, желая добра». Но сам Фокин при этом утверждает, что не страдает ни манией величия, ни комплексом неполноценности. В 1981 году в обзоре П. П. Маракулина стихотворений молодых кировских поэтов творчеству Фокина уделено наиболее значительное место: «Хочу сразу заявить, что на этого человека я возлагаю большие надежды». Далее Маракулин говорит, что Фокин — единственный из начинающих поэтов, кто явно тяготеет к сюжетному стиху. Критику нравится свободная, непринуждённая манера разговаривать с читателем. Вместе с тем Павел Маракулин отметил известную неподготовленность, «немастеровитость» некоторых стихов начинающего поэта: великолепно звучащие в авторском исполнении фокинские стихи несколько теряют от своего первоначально выгодного впечатления, будучи напечатанными на бумаге.
Пять лет спустя Павел Маракулин посвятил В. Г. Фокину уже отдельную статью. Он писал в ней, что на вятской земле не было такого поэта, в чьей творческой судьбе он бы принимал такое близкое участие, как в судьбе В. Фокина. Истекшие пять лет лишь подтвердили правоту ожиданий Павла Маракулина: плохие стихи вряд ли бы стали переводить на болгарский, украинский, туркменский, литовский языки. В 1986 году, писал критик, среди молодых вятских поэтов именно Фокин находился «ближе всех к тому понятию, которое литераторы называют профессионализмом». Маракулин отмечал большой тематический диапазон поэзии В. Г. Фокина (гражданская лирика, стихи о вятской природе, хотя, по его мнению, любовная лирика — не самая сильная сторона поэта). Он с симпатией отмечает афористичность многих фокинских стихов, самобытность его лиры, но при этом предостерегает его от злоупотребления диалектизмами и от опасности впасть в многословие, а для этого рекомендует поэту попробовать себя в жанре поэмы.
Поэтесса Валентина Коростелёва так отозвалась о поэтической манере Фокина в письме к поэту: «Достоинство твоих стихов в умении подробно рассказать о чём-то, не опускаясь до прозы…». Советский литературовед и критик Анатолий Ланщиков после V Всероссийского семинара молодых критиков в 1981 году оставил следующий отзыв Фокину о его творчестве: «Вы по складу характера человек эмоциональный, поэзия вам ближе, чем критика, и тем более литературоведение. Вам не столько важно расти „вширь“, сколько в глубину, вглубь себя. У вас есть крепкие корни — они ощутимы уже в этой первой книжке. Пишите о родном, близком вам, о своём — и не слушайте упрёков в „узости кругозора“, в „мелкотемье“, в „несовременности“. Я верю в ваше поэтическое будущее».

### Публицистика и общественная деятельность
В 1990-е годы плодовитость В. Г. Фокина-поэта несколько снизилась. Он погрузился в публицистику и кипучую общественную деятельность. Тем не менее, стихотворные подборки выходили в журналах «Очаг» и «Наш современник» (№ 10, 1997), в газете «Вятский край» (№ 35, 1998, № 2, 1999), его стихотворения были опубликованы в московском сборнике «Светлой памяти Владимира Высоцкого» (1998) и в «Энциклопедии земли Вятской» (том 2, 1995). Публицистическое начало всегда находило место в творчестве поэта, но в годы Перестройки и последовавшие за ними 1990-е оно стало выходить на первый план. Он пишет на имя председателя Кировского облисполкома С. А. Осминина петицию о возвращении Успенского собора Трифонова монастыря Кирова православной церкви, выходит из правления Кировского союза журналистов. В дни августовского путча читает на транслируемом в прямой телеэфир митинге стихотворную прокламацию: «Проститутка „Кировская правда“ / Перед хунтой задрала подол».
Один за другим выходят острозлободневные публицистические очерки журналиста «Я — отщепенец», «Мы не люди, мы — вятские» («Вятское слово»), «Кликухи» («Выбор»), вызвавшие полемику в обществе и читательский резонанс. Поэт и публицист Станислав Золотцев в журнале «Север» в 1992 году писал:

Острые и болевые заметки одарённого молодого поэта Валерия Фокина «Я — отщепенец» — это полемика как с представителями партийного руководства области, […] так и с не менее махровыми «ультраперестройщиками» разных уровней. […] Молодой вятский художник честно и искренне стремится разобраться в том, что происходит ныне с понятием «власть», он жаждет определить место русского литератора в сегодняшней смуте — место, где он не будет ничьим «слугой», храня достоинство своего звания. Правота В. Фокина прежде всего в том, что он отстаивает право человека (не только художника) на разномыслие, пусть даже оно в какой-то миг ведёт его «противу всех». Нет такого разномыслия — и появляется пресловутый «плюрализм», когда все «независимые» (от чести и совести) газеты, по существу, смыкаются в «монолитном единстве». Не дай Бог подобной участи новой просветительско-патриотической прессе России.— С. А. Золотцев, «Ради слова, во имя земли», стр. 157.
В 1992 году объединение «Вятка-телефильм» сняло по сценарию В. Г. Фокина документальный фильм «Послание Береста». Двадцатиминутная лента была посвящена мастерам берестяного промысла, фильм был показан по общероссийским телеканалам. В 1993—1994 годах журналист работал заместителем главного редактора газеты «Наш вариант». С марта 1994 года до конца 1996 года был заместителем главного редактора и редактором оппозиционной газеты «Вятский наблюдатель», работал ведущим обозревателем газеты, которая после его прихода стала самой многотиражной газетой Кировской области, а сам журналист был признан «самым многопишущим, популярным и авторитетным местным журналистом». Полемические статьи о «неместном местном руководстве» получили определённый читательский резонанс, их автор получал многочисленные отзывы на свои выступления. Сергей Бачинин, основатель газеты, в интервью журналу «Журналист» сказал так: «Я не беру на работу журналистов-профессионалов. Они испорчены работой в старой прессе, по старым канонам… Впрочем, одно исключение из правила есть и в „Вятском наблюдателе“. Я имею ввиду профессионального журналиста и публициста Валерия Фокина. Ну, это уникум. Когда появляются его материалы — множество звонков, писем от читателей. Кто-то спорит, кто-то поддерживает, кто-то развивает тему, кто-то просит его приехать и написать… Короче, коллега берёт за живое и мыслью и словом. Никого и ничего не боится…».
В 1995 году Валерий Фокин был кандидатом в депутаты Государственной думы II созыва от Конгресса русских общин, участвовал в конференциях КРО, провёл в Кирове пресс-конференцию генерала Александра Лебедя. В 1996 году как один из наиболее популярных журналистов области был приглашён на должность председателя комитета по информационной политике и общественным связям администрации Кировской области и пресс-секретаря губернатора В. Н. Сергеенкова, но в этом качестве проработал только первый губернаторский срок, до 2000 года. В качестве официального лица принимал в Кирове в 1997 году делегатов и участвовал в проведении Дней журнала «Наш современник» в Кировской области.
Возглавляли делегацию Станислав Куняев и Юрий Кузнецов. В её составе был и Валентин Распутин. В 2000 году ушёл с государственной службы в добровольную отставку и вернулся к творчеству, не забывая при этом и журналистику, выпустил в 2000-е и 2010-е десять новых книг. Был заместителем редактора областной газеты «ИзВестник», а с 2004 года по 2014 год работал заместителем главного редактора журнала «Деловая Вятка». В канун 75-летия В. Г. Фокин дал большое интервью газете «Вятский край», в нём он дал свою оценку российского вторжения на Украину. В числе самых важных проблем российского общества он назвал коррумпированность власти и резкое социальное расслоение различных слоёв населения, а также проблему ложных элит, насаждающих ложные ценности.

### Театральное дело

Театральные программы спектаклей Кировского драмтеатра со стихами В. Г. Фокина

Кроме призвания к поэзии, влечения к песне, пристрастия к публицистике и общественной деятельности Валерий Фокин всегда испытывал интерес к театру. В первой половине восьмидесятых он состоял в Творческой мастерской театральных критиков при ВТО, которой руководил многолетний заместитель главного редактора, завотделом литературы и искусства газеты «Правда», советский театральный деятель и журналист Н. А. Абалкин. Её участники выезжали на наиболее громкие театральные премьеры в Москву и Ленинград, проводили встречи с режиссёрами и ведущими актёрами, обсуждали публикации друг друга на темы театра. Валерий в ту пору писал не только театральные рецензии, но и у многих артистов театра и кино — Валерия Золотухина, Леонида Куравлёва, Александра Белявского, Михаила Боярского, Сергея Проханова и других брал интервью, которые публиковались в областной молодёжной газете, а его театральный обзор «Сказать невоевавшим о войне…» был напечатан в «Литературной России».
Тогда же он сумел одним из первых журналистов воочию познакомиться в Театре на Таганке с предтечей будущего Музея Владимира Высоцкого и рассказать о нём. Валерий написал об этом в своей статье «Я люблю — и, значит, я живу». Непростыми были размышления о творчестве В. Высоцкого, разрешение на публикацию которых после запрета областным отделом Главлита удалось с трудом пробить только через Кировский обком КПСС:

Сижу в небольшой комнате театра. Листаю толстые и тонкие альбомы с фотографиями, изучаю конверты с вырезками статей и рецензий, рассматриваю афиши и картины на стене. Беседую с Петром Михайловичем Леоновым — старшим редактором театра и главным хранителем этого музея. «Если будете писать про нас, не пишите „Музей Высоцкого“. Володе не понравилось бы — не музейного склада человек он был…»— В. Г. Фокин, «Я люблю — и, значит, я живу»
С Кировским областным драматическим театром Фокина связывали давние отношения, поскольку ещё в 1980-е годы большой популярностью пользовались спектакли «Бегать не пробовали?!» по пьесе Николая Машовца в постановке Евгения Степанцева и «Голый король» по пьесе Евгения Шварца в постановке Михаила Салеса. Оба спектакля объединяло то, что их наполняли песни на стихи Валерия Фокина. Журнал «Театральная жизнь» в 1986 году писал о песнях спектакля «Бегать не пробовали?!»: «Эти песни задают тон действию, согревают спектакль, подхватывают речь автора пьесы и по-своему её дополняют. Лирические и чуть грустные песни Фокина в исполнении Смирнова рождают атмосферу душевного покоя и тепла…». Весьма узнаваемым адресатом поэта во второй половине 1980-х годов был один из персонажей фокинского стихотворения, прозвучавшего в пьесе «Голый король»:
Ваше Величество, нате корону обратно —

Я на монаршью свою не сменяю судьбу.

Только откуда кровавые красные пятна

Вдруг у меня, как у Вас, проступили на лбу?…
Будучи журналистом «Комсомольского племени», Фокин выступил её корреспондентом на сцене и стал автором и ведущим весьма необычной для местного театра постановки: молодёжно-театрализованного представления-диспута «Поговорим о странностях любви». Газета «Выбор» следующим образом характеризовала это театральное действо: «Заклеймлённое кировскими театроведами, оно вызвало небывалый по тем временам интерес молодёжи и шло „на аншлагах“. Впервые в местной театральной практике введённый в сценическое действие свободный микрофон помогал молодым зрителям разговориться по душам, да так, что если первое представление шло полтора часа, то последнее — около четырёх». В феврале 1992 года Фокину поступило предложение художественного руководителя Кировского облдрамтеатра Михаила Салеса взять на себя заведование литературно-драматургической частью. Из «грузчиков по найму» Валерий Фокин становится завлитом на три неполных театральных сезона, за которые, помимо работы с драматургами и прессой, создал более полутора десятков песен для самых разных спектаклей.

### Переводы
Впервые поэтические переводы с подстрочников стихов своих сокурсников по семинару Юрия Кузнецова Фокин начал делать по рекомендации руководителя семинара в годы учёбы на ВЛК. Тогда же подборка его поэтических переводов с армянского языка стихов Левона Блбуляна была опубликована в еженедельнике Союза молодёжи Армении «Эпоха» в номере 11 в 1990 году. Позже переводы этого же автора появились в журнале «Литературная Армения», 2016, № 2. В первую большую книгу Валерия Фокина «Волчье солнышко» вошла уже целая глава «Не уйду. Останусь с вами» (переводы стихов сокурсников по ВЛК. 1989—1991), где переведены с разных языков пять авторов — Левон Блбулян, Яхъя Тоха, Моисей Лемстер, Валентина Изилянова, Халима Ахмедова. Дружба и творческие отношения Валерия Фокина и Моисея Лемстера, сохранившись со времён их учёбы в Москве, три десятилетия спустя вылились в совместную работу. В конце 2020 года в Тель-Авиве была опубликована книга Моисея Лемстера «И я когда-то был Богом. Стихи о любви». Лемстер, еврейский поэт на идише, доктор филологических наук, представил свои стихи о любви, написанные с 1970 по 2020 год, на русском в авторизованных переводах с идиша Фрэдди Зорина, Рудольфа Ольшевского и Валерия Фокина. Валерий стал литературным редактором этого издания. Об отношениях еврейского автора и русского переводчика редактор пишет в послесловии к изданию книги М. Ш. Лемстера:

Писатель из российской глубинки — поэт, как говорится, от земли, член общественного совета журнала «Наш современник», коренной русак редактирует книгу и переводит стихи еврея из молдавского местечка, живущего в Израиле. В этом что-то есть! […] Моисей Лемстер не только не стесняется и не боится во весь свой поэтический голос заявить о своей принадлежности к еврейскому народу, но делает это с такой же гордостью, с какой я говорю, что я — русский. А потому и поэт он — народный, а часто даже фольклорный, ибо исток его мироощущения в восприятии жизни — местечко.— Моисей Лемстер. «И я когда-то был Богом». Стихи о любви. Послесловие редактора.
.
Творческий диалог Лемстера и Фокина заинтересовал доктора филологических наук, профессора Вятского государственного университета В. А. Поздеева: «Переводы В. Фокина органично вписываются в живую ткань сборника. В стихотворении „Тайна“ переводчик передаёт чувство, которое должен освятить Бог, посвятив в тайну любви: „С новых губ поцелуи срываю опять… / Бог смеётся над страстью поэта, / Ибо, тайну любви всё пытаясь узнать, / До сих пор не нашёл я ответа“». Литературовед Поздеев так оценивает восприятие Фокиным стихов Лемстера: «Поэтическая стилистика для них: поток мыслей-воспоминаний повзрослевшего подростка, зыбкие ощущения, не нуждающиеся в рифмовке. И строгий рифмованный стих, и ритмизированная проза — по сути стихотворения в прозе. Свежая и чистая поэзия, без пошлости и вульгарности, но с уместной в отдельных моментах лёгкой иронией. И рядом же, как в жизни, которая смешивает воедино радость и печаль, любовь и смерть, в этой книге Моисея Лемстера нагляден подъём к философским вершинам вплоть до разговора с Творцом». Литературовед считает, что Валерий Фокин находит у Моисея Лемстера есенинские интонация в любовной лирике, и это находит своё выражение в сближении образов его родной молдавской природы с любимыми поэта. Это и взгляд молодого парня на жизнь, на любовь с такой залихватской, можно сказать, с есениской удалью.
Сотрудничество В. Фокина и М. Лемстера продолжилось и два года спустя при создании русского перевода книги Моисея Лемстера «Еврей в краю вина и любви», где Валерий Фокин стал литературным редактором всего издания. В мае 2023 года в том же тель-авивском издательстве «Бейт-Нелли» был издан в русском переводе с идиш ещё один сборник стихотворений Мойше Лемстера «Родство». Переводчиком поэзии израильского автора и на этот раз выступил Валерий Фокин. О достоинствах этого перевода в рецензии «Литературной газеты» высказался Валентин Сорокин: «Молодец переводчик Валерий Фокин. Он убедителен и в шутливых, и в трагических стихах. Читатель сможет почувствовать атмосферу русской бани Тель-Авива („от эвкалипта аж пар фиолетов“), спокойствие состоявшейся жизни („Вечер — песней. Шум прибоя. / Счастье в песенных словах, / ведь рифмуются с тобою / даже звёзды в небесах“), задать главные вопросы бытия („Был ли счастлив в жизни я своей?“)». В аннотации этой книги сказано: «Книга „Родство“ — добрый пример в поисках „света души“ разным людям и разным народам». А двуязычное пожелание на задней обложке книги кажется несбыточной (но всё же правильной!) мечтой: «Утихнет злоба — мир вернётся вновь / к спокойствию для каждого народа: / слова простые — счастье и любовь / поймут сердца людей без перевода».

## Литературные и общекультурные пристрастия, общественные и политические связи поэта
Кроме Ю. Кузнецова, с которым Валерий Фокин позднее состоял в переписке, поэт указывает в числе своих литературных наставников Н. Старшинова, В. Кострова и В. Бокова. Помимо этого, он ценит творчество Н. А. Некрасова, Н. С. Гумилёва, С. А. Есенина, В. С. Высоцкого, В. М. Шукшина, Н. М. Рубцова, М. В. Анищенко, а также поэзию и публицистику С. Ю. Куняева — каждому из них поэт посвятил собственные стихотворения. Ценит творчество Геннадия Заволокина, на смерть которого откликнулся очерком. Очерк, посвящённый памяти прославленного гармониста «И заплачут гармони России…», был напечатан в газете «Вятский край» в 2001 году и впоследствии неоднократно перепечатывался различными он-лайн ресурсами и бумажными изданиями, в том числе в 2012 году на страницах журнала «Играй, гармонь», издаваемого российским центром им. Г. Д. Заволокина под редакцией Анастасии Заволокиной.
Подобно тому, как в литературе он не имел на себе влияния литературных кружков, так и в идеологических вопросах он стремился сохранить свою самобытность. В. Г. Фокин называет себя русским и вятским патриотом вне партий, он дорожит бывшим общением с генералом А. И. Лебедем. Поэта живо интересует личность И. В. Сталина, но сталинистом при этом он себя не считает. С 1976 года он состоял в рядах КПСС. В марте 1990 года В. Г. Фокин поддержал «Письмо писателей России», подписанное В. Г. Распутиным, Ю. П. Кузнецовым, В. Н. Крупиным, С. Ю. Куняевым, А. А. Прохановым и другими литераторами так называемого патриотического направления, но в том же году покинул ряды КПСС, а год спустя, во время августовских событий 1991 года, выступал на митингах против ГКЧП.
Он дорожит своей памятью о бабушке Гликерии Степановне, тайком от отца-коммуниста окрестившей его в церкви, но будучи свободным от идеологических шор, он в то же время не менее того дорожит генетической памятью об отце-фронтовике, поэтически обыгрывая в слове «генетический» гены папы Гены. В середине 1990-х годов Валерий Фокин работал в оппозиционной по отношению к местным властям газете «Вятский наблюдатель», руководимой С. И. Бачининым. В 1996 году он участвовал в предвыборной кампании В. Н. Сергеенкова на пост губернатора Кировской области, а после его победы принял предложение нового губернатора стать его пресс-секретарём. Это решение было неоднозначно встречено среди бывших друзей и коллег по «Вятскому наблюдателю». Однако, Валерий Геннадьевич всякий раз напоминал, что «работал не из-за денег и власти, а там и тогда, где и когда было интересно самому»:

Я знал, на что иду: самым трудным было даже не непонимание некоторых знакомых, а необходимость усмирить собственную вольнолюбивую натуру, «встать на горло собственной песне». Материальной выгоды я не искал. И на хамские упрёки, мол, продался, сразу хочу ответить: ни новой квартиры, ни дачи, ни орденов и званий я на госслужбе не заимел. И не хотел. А хотел в меру своего понимания и собственных сил послужить родному краю, в котором до В. Н. Сергеенкова не было, можно сказать, за все советские и «перестроечные» годы ни одного первого руководителя из местных — вятских. Главной своей задачей считал сделать власть открытой: чтобы все знали, как и над чем работает губернатор, куда он едет, с кем встречается, какая польза от этого будет области и её жителям. […] Что удалось, что нет — судить не мне.— В. Г. Фокин, «Волчье солнышко», стр. 373.
Под редакцией Валерия Фокина в 2012 году в Кирове вышла книга воспоминаний В. Н. Сергеенкова «Охота на губернатора» (эпизод с попыткой отравления В. Н. Сергеенкова в поезде в 1997 году произошёл ещё во время официальной службы В. Г. Фокина в аппарате кировского губернатора), а два года спустя журналист написал о нём некролог в журнале «Деловая Вятка» «Гражданином быть обязан» (ноябрь, № 8).

## Издательская судьба и оценка творчества
К 2023 году библиография В. Г. Фокина насчитывает четырнадцать поэтических сборников, книгу прозы «Всего-навсего», научно-популярное сувенирное издание «Вятская гармоника». Его перу принадлежат многочисленные публикации в российской и зарубежной периодике. По словам автора, его публикации вызвали раздражение некоторых представителей местной власти Кировской области. В качестве доказательства этого утверждения он приводит факт снятия его сборника стихов «Больнолуние» с конкурса «Вятская книга года» в 2015 году. Тем не менее, данный сборник одержал победу в книжном конкурсе Екатеринбурга в номинации «Поэзия», а его автор стал лауреатом Литературной премии (2015) Уральского федерального округа, несмотря на то что Кировская область относится к Приволжскому федеральному округу. Валерий Геннадьевич избирался руководителем Кировской областной писательской организации, был делегатом съезда Союза писателей России.
В. Г. Фокин удостоен звания лауреата Национальной премии «Имперская культура» имени профессора Эдуарда Володина (2022) («за стихи последних лет»), Всероссийской литературной премии имени Н. А. Заболоцкого (2003), межрегиональной премии имени В. М. Шукшина, премии «Вятский горожанин» (2007) «как последовательный борец за возвращение городу Вятке её исторического названия». Поэма «Воля», напечатанная на страницах журнала «Преступление и наказание», удостоена премии Министерства юстиции Российской Федерации. На неё откликнулась «Литературная газета»: «Поэма „Воля“ — необычное и неожиданное произведение для современной российской поэзии. Она посвящена неволе, заключённым и сотрудникам мест отбывания наказания. […] О наказании и раскаянии, о жестокости и милосердии ведёт поэт свой взволнованный поэтический рассказ. […] В стихах поэта есть то, без чего не может быть поэтического слова, — подлинное сострадание, сопереживание… Есть эта подлинность и в других стихах Валерия Фокина, когда он пишет о родной земле, о судьбах земляков, о знакомых вехах и событиях нашей жизни»:
Не бывает любовь

напрасной,

Даже если

совсем спалит.

От шукшинской

«Калины красной»

И сегодня

душа болит.
Старший научный сотрудник НИЦ-2 ФКУ НИИ ФСИН России Ю. М. Угрюмов в работе «Воспитательное воздействие художественной литературы на осуждённых на примере поэмы Валерия Фокина „Воля“» считает, что «по общему содержанию это художественное произведение не о самой системе <исполнения наказаний>, а о нашей действительности, порой жестокой и неприглядной». В этой же статье можно прочитать и отзыв одного из заключённых на фокинскую поэму: «Пишет вам подследственный Т. Александр (в третий раз буду судим). Попала ваша книга „Воля“ к нам в хату. Библиотека здесь не из лучших, и читать приходится, что подсунут. Прочитав все книги, которые были, за неимением большего решил прочесть и Вашу. Но прочитав её, остался под впечатлением. Во многих стихах я увидел себя, и это тронуло за душу. Уверен, не я один из прочитавших „Волю“ не остался после неё равнодушен. Всем, кто находится здесь со мной, она понравилась… Напоследок наш вопрос: как дальше сложилась судьба осуждённого Иванова? На этом рву строку, пожелав творческого успеха».
Необычная публикация этой поэмы состоялась на Историческом портале ФСИН. По мнению PR-сотрудников этой организации, благодаря поэме «Воля» «более 20 лет назад, в нашей художественной литературе появился образ „настоящего мужика“ капитана Иванова», ведь «о воле написано немало ярких творений русских писателей, хотя почти все они о страданиях сидельцев. Труд сотрудников отразил только А. С. Макаренко». Таким образом, поэма Валерия Фокина восстанавливает справедливость по отношению к труду незаслуженно забытой в литературе категории российского общества — сотрудников Управления Федеральной службы исполнения наказаний.
Рецензент «Вятской жизни» считает, что мысли Валерия Фокина, высказанные им в его первой книге прозы «Всего-навсего», «действительно глубокие и порой парадоксальные — именно они заставляют вчитываться и разбираться в точке зрения автора». Стихотворение Валерия Фокина «Дом под снос» отметил в своей рецензии 2006 года обозреватель журнала «Новый мир» Сергей Костырко. В рамках выставки-конкурса «Вятская книга года» 2001 года книга В. Г. Фокина «Волчье солнышко. Попытка избранного» названа лучшим литературно-художественным изданием. По словам самого В. Г. Фокина, Ю. П. Кузнецов в замечании на эту книгу высказал автору следующее мнение: «Зачем самому говорить о своих недостатках — пусть их критики ищут».
Пять лет спустя, на конкурсе «Вятская книга года» 2006 года, поэтический сборник Валерия Фокина «День птиц» был признан лучшей книгой в номинации «Поэт года». Выход последней по времени книги «Свет Победы. Поэтический венок ветеранам войны от сына фронтовика» получил освещение на страницах газеты «Кировская правда» в статье писателя и журналиста В. С. Бакина. Владимир Крупин так отозвался на появление этого издания: «Нужнейшая книга. Она вся обращена к нам. Побольше бы людей сегодняшних устыдились перед фронтовиками». Подборки стихов вятского поэта печатались в коллективных сборниках «День поэзии — 2000», «Русская поэзия. XXI век». Подборка стихов В. Г. Фокина, в том числе «Клятва», была переведена на болгарский язык.
Сопредседатель правления Союза писателей России, поэт и прозаик Александр Кердан так отозвался о творчестве В. Г. Фокина:

Трудно найти более патриотическое занятие, чем сохранение и защита отечественных литературных традиций, служение Русскому слову. Валерий ещё в 1986-м написал об этом: «Русской речью овладеть не просто. / Наш язык и сложен, и велик…» и всей судьбой своей доказал, что не забыл науку предков и родичей, и «святое человечье чудо — чудо русской речи» сохранил и сохраняет до сих пор. Несмотря на все испытания, которые выпали ему в последние годы, Валерий Фокин на своей родной земле — тоже один из «небесного воинства Спаса — спасителей русской земли». Он остаётся на посту, на который заступил вслед за нашими отцами-фронтовиками.
Нам стоять, не сдаваясь печали,
Сберегая остатки надежд,
Где отцы наши насмерть стояли,
Где Россия — последний рубеж.
— В. Г. Фокин, «Вопреки»
Виктор Бакин отводит отдельное место дружбе поэта с В. Н. Крупиным. После знакомства в 1979 году с ним на совещании молодых писателей В. Г. Фокин стал проявлять пристальный интерес к прозе Владимира Крупина. Особый интерес вызвала его повесть «Живая вода». На страницах «Кировской правды» в номере от 3 июня 1983 году появилась фокинская статья-рецензия «Крепкие корни», которая стала по сути развёрнутым отзывом на творчество прозаика. «Когда на страницах литературно-периодических изданий встретится нечасто рассказ Владимира Крупина, порой странное ощущение появляется у меня. Как будто среди торжественно-официального столового серебра мелькнула вдруг непонятно как попавшая туда вятская деревянная ложка ручной резьбы и кустарной росписи. И рука сама тянется к ней». С этого момента началось дружеское сближение В. Г. Фокина и В. Н. Крупина. Поэт неоднократно бывал в родных местах вятского прозаика в Фалёнках, в Кильмези, познакомился с его родителями, хотя сам В. Н. Крупин к тому времени уже обосновался в Москве.
Ты мне шепчешь сквозь сон и усталость,

отгоняя сомнения прочь:

«Я хочу, чтоб любовь не кончалась,

словно наша последняя ночь».

Собирая последние силы,

всё отдал я тебе, не тая,

но, признаюсь, меня утомила

ненасытная ласка твоя.

И уже ничего не желая,

я усну у тебя на груди…

Обними меня крепче, 

                                 родная, –

слишком долгая ночь впереди.
Владимир Крупин пишет, что также гордится дружбой с вятским поэтом: «Он вызывает у меня глубокое уважение: сын номенклатурного журналиста, служивший в войсках, которых все боялись, сам испытавший искушение властью и ходивший её коридорами, — как он сохранил чистоту душевную, простоту человеческую, порядочность, любовь к людям от станка и сохи, как перенёс тяжелейшее испытание несчастного случая, как?» Он считает, что выбор Валерия Фокина Юрием Кузнецовым в качестве своего студента в семинаре Высших литературных курсов был отнюдь не случайным, а вполне осознанным. В творчестве поэта В. Н. Крупина привлекает ясность мысли, чёткость формы, афористичность фраз. «В последние годы стихи его стали крепче, пронзительней, стали поэзией мощи, пронзающей сердца, они настолько русские, родные, они спасают народ наш, который под давлением псевдодемократических средств влияния на умы во многом утратил чистоту помыслов, подпал под пропаганду пошлости и разврата, отошёл от истоков любви к Родине. Поэзия Валерия Фокина похожа на русскую природу. И смешно слушать болтовню об исчерпанности резервов русской поэзии. Читайте вятских, читайте Фокина — насыщайтесь полнотой истинной поэзии и радуйтесь».
Тем не менее, дружба двух писателей не означает их полного единодушия в отдельных мировоззренческих вопросах. Валерий Фокин и здесь сохраняет
самостоятельность, высказывая последовательную позицию неприятия деятельности кировских так называемых «губернаторов-вярягов», то есть, не коренных вятчан, в частности, губернатора Никиты Белых: «Либерал-губернатор понимал, что самобытность вятчан, их самостоятельность, идущая от вольной Вятки, — это одно из препятствий оболванивающей народ стандартизации, созданию пресловутого „гражданского общества“ по западным лекалам. И объявил вятскую ментальность тормозом к тому „прогрессу“, что он несёт, борясь с ней». В. Г. Фокину заочно возражает В. Н. Крупин, хотя оба писателя являются сторонниками возвращения Кирову исторического имени Вятка: «Однако были и свои, вятские <имеются ввиду губернатор В. Н. Сергеенков и Н. И. Шаклеин>, но заезжее имя оставалось. Вспоминаю пермяка, губернатора Белых: он был за Вятку, готов был даже оплатить расходы по возвращению имени, но вот — не повезло нам».
Свою оценку творчества Валерия Фокина высказала кандидат филологических наук К. С. Лицарева: «Бесспорно, В. Фокин принадлежит к тем поэтам, которые преимущественное внимание уделяют проблемам национального спасения и возрождения России и путь к этому видят в соединении русского общества с народной „почвой“, народным „элементом“… Автор поэтизирует стихийный народный оптимизм, нравственные народные идеалы, способность русского человека существовать „не благодаря, а вопреки“». Дуэт писателей и литературоведов Марина Переяслова и Николай Переяслов в газете российской писательской организации «Российский писатель» высказались о прозе Валерия Фокина следующим образом: «Рассказы Валерия Фокина, и особенно его миниатюры, кажется, взяты из самой народной жизни — в них нет ни слова лишнего, один только смысл произошедшего, один только факт, но при этом всё подано на такой предельной обнажённости, что не нужны никакие дополнительные философствования — жизнь говорит здесь сама за себя…».
Кандидат психологических наук Наталья Оганесян в рецензии на книгу «День птиц» пишет, что феномен наследования традиций проявляется в скрытых цитациях, перекличках, реминисценциях, в общности тем. На этом культурном слое, драгоценной почве русской поэзии взросли стихи В. Фокина. Но при этом у него не найдёшь стихов в стиле «игрушка тщетная бесцельного звучанья» (Стефан Мелларме). Он может повторить вслед за О. Мандельштамом «Я — смысловик!» Н. Оганесян считает, что исследователя творчества В. Фокина не может не привлекать авторская стратегия творения «индивидуального мифа», «индивидуального мира» поэта, а этот мир предстаёт в публикационных стратегиях поэта, представленных в архитектонике книги, в композиционных решениях презентаций циклов «Россия — последний рубеж», «Круг бытия — вечность» и т. д. Поэтика Фокина подразумевает, что поэт — рыцарь, витязь, воин, борец за справедливость, защитник последних рубежей.

Так, как пишет о слове и процессе словотворчества В. Фокин, ещё никто не писал в отечественной поэзии: «Размагниченные слова» («Подкова на счастье») — мощный и нестандартный образ. Б. Пастернак писал: «Что строчки с кровью — убивают, // Нахлынут горлом и убьют!» У В. Фокина ещё более жуткое и напряжённое сравнение: «И словно раскалённым оловом, // Прожжёт дрожащую гортань» («Слово-олово»). Повторимся: так необычно и сильно о слове ещё никто не говорил!— Н. Т. Оганесян, «Вот достойное дело мужчины…»
Доктор филологических наук, профессор кафедры славянской филологии филологического факультета Санкт-Петербургского университета В. М. Мокиенко в работе «Образ России в русской поэзии» использует стихотворение В. Г. Фокина «В росе Россия» для подтверждения своей мысли о парадоксальном возрождении православной веры в постсоветскую эпоху вопреки греховности «тотально атеистического советского народа». Член-корреспондент Петровской академии наук и искусств и Академии военно-исторических наук писатель А. В. Канев называет В. Фокина знаковой личностью в современной российской литературе. Елена Жданова в обзоре поэзии февральского номера журнала «Наш современник» за 2022 год пишет, что в фокинской поэтической подборке «Это время ледяных цветов» его лирический герой описан человеком простых нравов, обладающим смекалкой и бытовой мудростью. Образ «воды» в поэзии Фокина выступает как метафора времени: «время ледяное», «чтоб словно в детские года, к реке — рыбачить и купаться!», «…горечь осень принесёт, как вкус рябиновой настойки». «Время» представлено повторяющимся циклом, которое в настоящем воспроизводит прошедшие события. Сквозными мотивами в поэзии становятся боль за вымирающие от разрухи военного лихолетья деревни, страдание за изнурённую землю. Предыдущие войны прорастают в сегодняшнем дне, содержат в себе новые конфликты и до сих пор влияют на разорение деревень.